# Radu Gabrea
Radu Bartolomeu Gabrea (Bucarest, 20 de juny de 1937 - 9 de febrer de 2017) va ser un director i guionista romanès amb llengua materna alemanya. Entre 1974 i 1997 va viure en Alemanya. Va ser professor associat de direcció i edició en la Acadèmia de Teatre i Cinema de Bucarest i crític de cinema en diversos periòdics. Ha dirigit més de 25 pel·lícules artístiques i documentals en una carrera de més de 45 anys. Va abordar,després del seu retorn a Romania temes històrics menys coneguts o "sistemàticament distorsionats", que en la seva opinió han de ser desmitificats amb l'ajuda de la recerca documental. Les seves pel·lícules sovint toquen temes de minories jueves, saxons o suabis en diferents èpoques del segle passat.

## Estudiant
Després de graduar-se de la preparatòria Spiru Haret, es va matricular a l'Institutul de Construcții din București. Mentre cursava el seu segon any va ser arrestat per 9 mesos i mig perquè un col·lega el va convidar a una manifestació de solidaritat amb la Revolució Hongaresa de 1956, la qual mai va poder dur-se a terme. Va ser arrestat el 12 de novembre de 1956 i jutjat en el grup " Mitroi ", compost principalment per estudiants de la Facultat de Dret. Per sentència Nr. 534 del 19 d'abril de 1957 del Tribunal Militar de Bucarest, fou alliberat el 28 de maig de 1957.
Després del seu alliberament, va ser readmès en la Facultat de Construcció, que va completar amb un diploma d'enginyer de construcció civil i industrial. Després va treballar durant dos anys en un lloc de construcció prop de Târgu Mureș abans de tornar a Bucarest a disseny.
Més tard es va matricular a l'Institut d'Art Teatral i Cinematogràfic de Bucarest, el director de la secció de cinema, que es va graduar en 1968.

## Activitat artística
Radu Gabrea va debutar en 1969 amb el llargmetratge "Prea mic pentru un război atât de mare". La pel·lícula, realitzada a partir del guió de D.R. Popescu, va ser premiada al Festival Internacional de Cinema de Locarno el 1970.
En 1970, any en què va romandre 6 mesos a París, va realitzar la seva primera sèrie de televisió a Romania: " Mirant ".
La seva següent pel·lícula, realitzada el 1973, va ser detinguda per ordre de Nicolae Ceausescu. Després d'aquest conflicte i a causa dels intents de censura, Radu Gabrea va emigrar a Alemanya, el país d'origen de la seva mare.
El seu treball doctoral (1984) en comunicacions socials en la Universitat de Louvain-la-Neuve (Bèlgica) es va titular " Werner Herzog i el místic del Rin".
Després de dirigir diverses pel·lícules a Alemanya, va tornar en 1994 a les pantalles romaneses amb la coproducció Rosenemil - O tragică iubire. En 1997, torna definitivament a Romania i es converteix en el primer president de l'Oficina Nacional de Cinema, càrrec que va ocupar fins a 1999.
Va ser professor de direcció i edició en l'Acadèmia de Teatre i Cinema de Bucarest i crític de cinema per a diversos periòdics.
En 2002, va ser guardonat amb l'Ordre Nacional "Servei Fidel" en el rang de Cavaller, de la Presidència romanesa.
Gabrea va declarar en una entrevista en 2009 sobre la seva última pel·lícula en el moment "Călătoria lui Gruber" 
| « | Com a director en formació el meu model va ser Andrzej Wajda. "cendra i diamant" continua sent la meva fita essencial en la història de les pel·lícules. D'aquí el meu interès per la connexió entre l'individu i la història en totes, repeteixo, en gairebé totes les meves pel·lícules. D'aquí el meu interès per un determinat període de la història de Romania, per les veritats ocultes i sistemàticament deformades. El pogrom de Iasi és un model exemplar d'aquest cas ” | » |

A partir de 2011, organitza el " Festival de Cinema Centre europeu d'Europa Central (MeCEFF) ", que es converteix en un festival anual. Va ser membre fundador de la Fundació "Filmul românesc".
Després continua dirigint el seu últim documental Impărăteasa roșie - Viața și aventurile Anei Pauker que es va estrenar en juny de 2016. En la invitació per a l'estrena Gabrea declara: 
| « | El període del comunisme a Romania, una conseqüència directa de l'ocupació soviètica, continua sent una època molt poc estudiada de la història contemporània de Romania. I, com sempre en aquests casos, els mites i llegendes, molts dels resultats de les insistències de propaganda d'un color o un altre, reemplacen les dades històriques reals. El cas d'Ana Pauker n'és un cas típic. | » |

| « | En línia amb el meu interès permanent a descobrir les falsificacions de la història contemporània de Romania, vaig considerar que el retorn al primer pla de la veritable biografia d'Anna Pauker és més que necessari". | » |

 Radu Gabrea va morir el dijous 9 de febrer de 2017 a causa de problemes del cor. El taüt va ser dipositat en el Teatre Nottara per a un tribut final, el funeral amb honors militars va tenir lloc sl cementiri ortodox de Bellu a Bucarest.

## Família
Els seus pares van ser Joseph (professor universitari) i Maria (mestra). Tenia dos germans: Șerban (artista plàstic) i Florin (arquitecte, escriptor, dissenyador de cinema). A la seva mort estava casat amb l'actriu Victoria Cociaș a qui va conèixer en 1994 en la pel·lícula Rosenemil - O tragică iubire. Tenia una filla anomenada Maria-Magdalena Schubert, amb qui va escriure alguns guions per als seus documentals, i tres nets.

## Filmografia (director)
| 1969 | Prea mic pentru un război atât de mare                                              |
| 1970 | Amintiri bucureștene                                                                |
| 1971 | Urmărirea                                                                           |
| 1974 | Dincolo de nisipuri Un august în flăcări                                            |
| 1981 | Fürchte dich nicht, Jakob!                                                          |
| 1984 | Un bărbat ca Eva                                                                    |
| 1988 | Ein Unding der Liebe                                                                |
| 1989 | The Secret of the Ice Cave                                                          |
| 1991 | Ins Blaue/Calatorie surpriză                                                        |
| 1993 | Rosenemil - O tragică iubire                                                        |
| 1994 | Conferință la nivel înalt                                                           |
| 2000 | Struma                                                                              |
| 2002 | Noro                                                                                |
| 2004 | Moștenirea lui Goldfaden                                                            |
| 2005 | Itzik Manger                                                                        |
| 2006 | Rumenye! Rumenye! 1000 de fețe în 7 decade                                          |
| 2008 | Cocoșul decapitat Călătoria lui Gruber Rumenye! Rumenye! II: Căutându-l pe Schwartz |
| 2010 | Barașeum, Barașeum - Și s-au dus ca vântul...                                       |
| 2011 | Mănuși roșii, Două lumi în muzică                                                   |
| 2012 | Evrei de vânzare                                                                    |
| 2013 | Trei zile până la Crăciun                                                           |
| 2014 | O poveste de dragoste, Lindenfeld                                                   |
| 2016 | Impărăteasa roșie - Viața și aventurile Anei Pauker                                 |

## Filmografia (guionista)
| 1981 | „Nu te teme, Jacob!” (Fürchte dich nicht, Jakob)               |
| 1984 | Un bărbat ca Eva (Ein Mann wie EVA)                            |
| 1988 | Nonni und Manni (TV Series                                     |
| 1991 | Ins Blaue                                                      |
| 1993 | Rosenemil - O tragică iubire                                   |
| 2002 | Noro                                                           |
| 2004 | Moștenirea lui Goldfaden: originile teatrului idiș             |
| 2006 | Romania! Romania!                                              |
| 2008 | Cocoșul decapitat Romania! Romania! II: Cautandu-l pe Schwartz |
| 2011 | Mănuși roșii                                                   |
| 2016 | Împărăteasa roșie - Viața și aventurile Anei Pauker            |

## Premis i distincions
- L'Ordre Nacional "El Servei Fidel" en el rang de Cavaller, del President de Romania ,
- Ordre de la Creu del Cavaller de l'Orde del Mèrit de la República Federal d'Alemanya (2011)[11]